# Priorato di Buxheim
Il Priorato di Buxheim fu un monastero dell'Ordine Certosino (il più grande della Germania) ed attualmente è un monastero affidato ai Salesiani. Esso è situato a Buxheim presso Memmingen, in Baviera.

## Storia

Stemma del priorato di Buxheim

Lo stato di Buxheim appartenne sino al X secolo al capitolo della Cattedrale di Augusta, il quale attorno al 1100 fondò una canonica dedicata alla Madonna in questo luogo.
Nel 1402, dopo un lungo periodo di declino, in un estremo tentativo di restauro preservativo, il Prevosto, Heinrich von Ellerbach, fece rinascere integralmente tutta la struttura del convento, sia sotto l'aspetto spirituale che economico. La sua ricchezza economica tuttavia gli rivolse contro le ostili attenzioni della vicina città di Memmingen, che occupò l'abbazia nel 1546 durante la Riforma e la impose come proprietà cittadina. Il Priore, Dietrich Loher, fu però in grado, attraverso un'abile diplomazia, di ottenere il favore dell'Imperatore Carlo V, il quale nel 1548 dichiarò il monastero Reichsfrei, rendendo indipendenti tutti i territori abbaziali e ponendoli sotto la propria personale protezione.
Il complesso si dissolse nel 1802, passando la reggenza delle terre dapprima ai Conti di Ostein, che invitarono la comunità certosina a rimanere, e poi nel 1809 passò per eredità ai Conti Waldbott von Bassenheim, i quali dal 1812 ebbero il permesso di usarla come castello. Nel 1916 lo stato tedesco prese possesso di questi territori e nel 1926 gli stabili vennero acquistati dai Salesiani.

## Struttura
Parte delle costruzioni del monastero vennero ristrutturate da Dominikus Zimmermann in stile Rococò: la chiesa abbaziale, la cappella di Sant'Anna nel chiostro e anche la vicina chiesa parrocchiale. Opere barocche sono invece gli stalli del coro della chiesa abbaziale e i ricchi ornamenti figurativi e le decorazioni, realizzati tra il 1687 ed il 1691 dallo scultore tirolese Ignaz Waibl.

## Galleria d'immagini

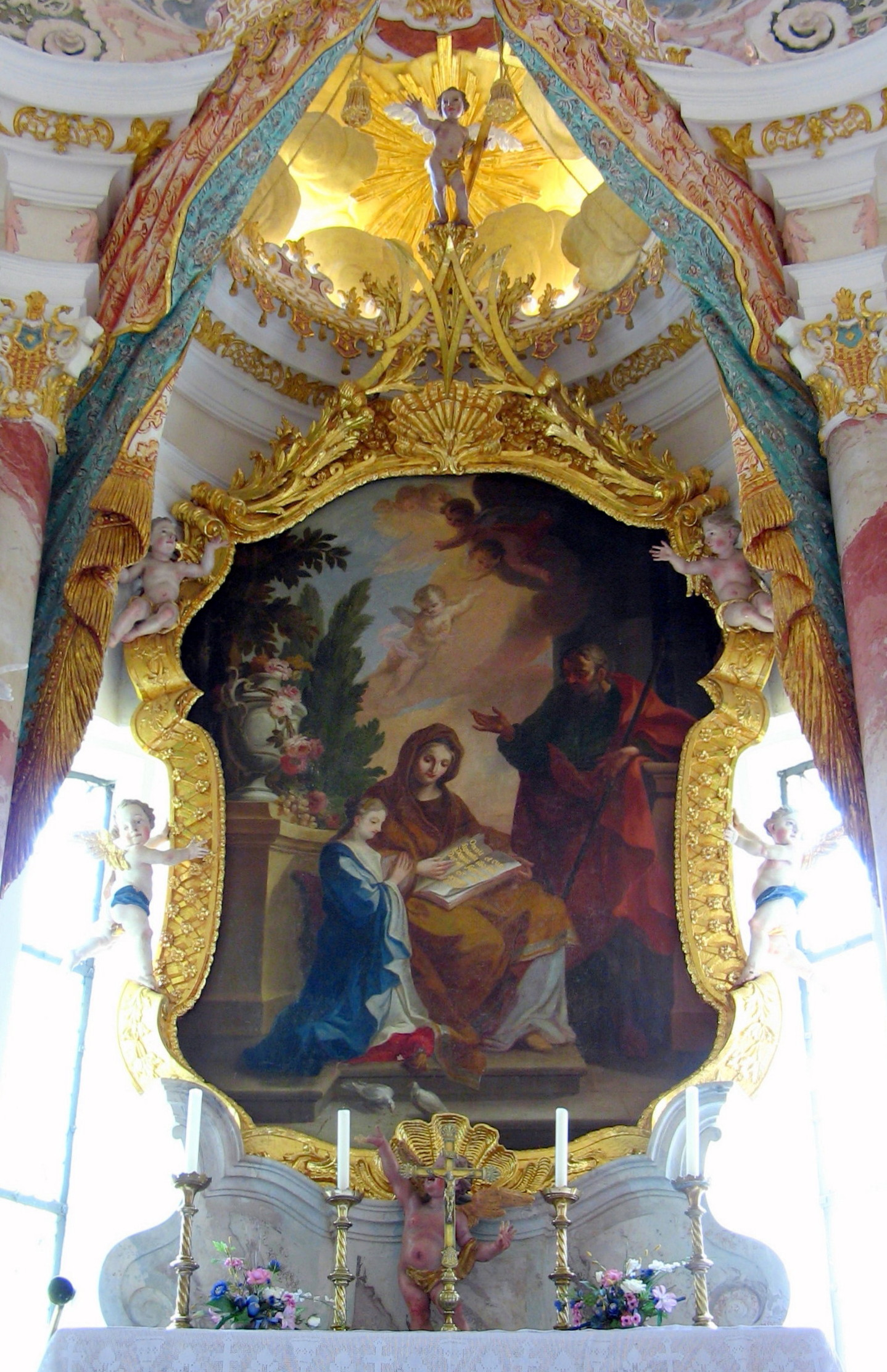
Anton Sturm: Cornice e putti nella Cappella di Sant'Anna
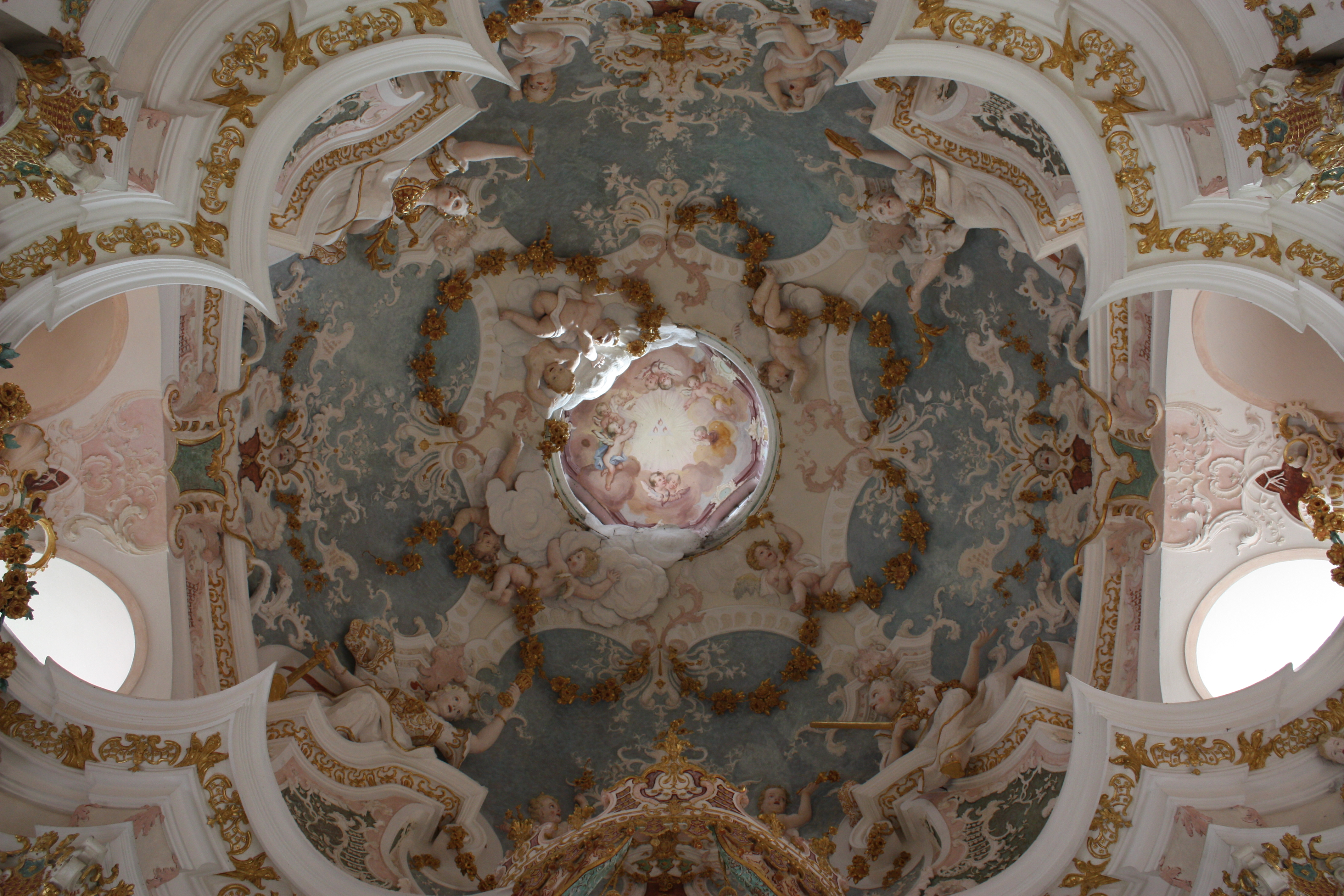
Cappella di Sant'Anna, ad opera di Dominikus Zimmermann
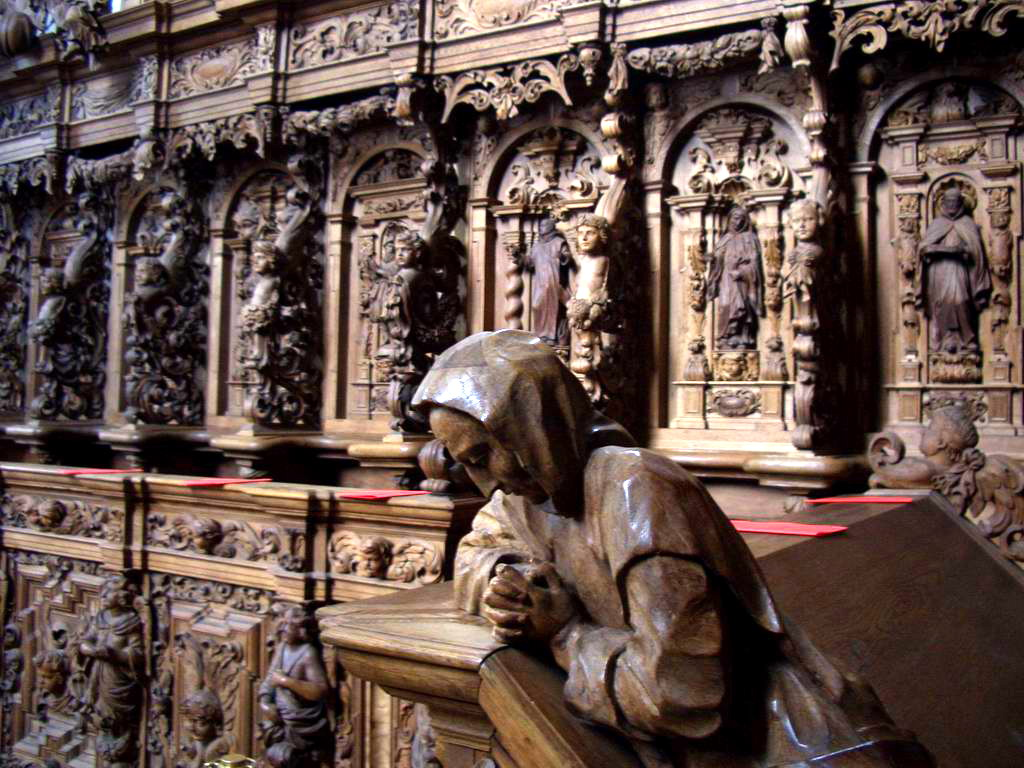
Stalli del coro, ad opera di Ignaz Waibl
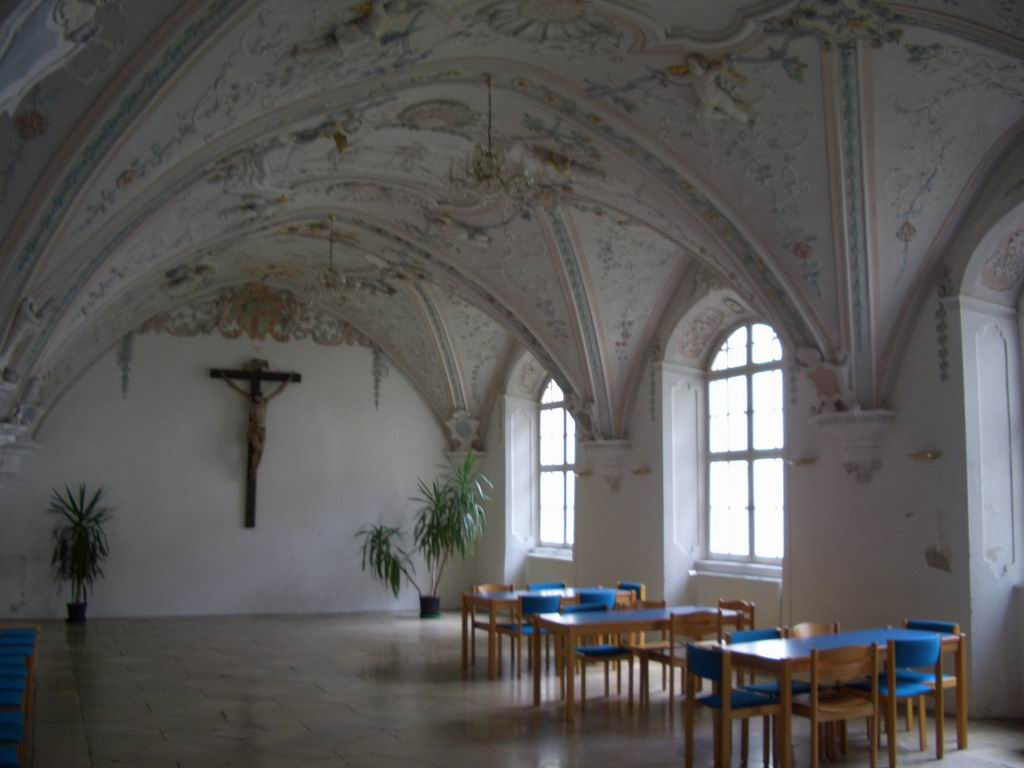
Refettorio, con soffitti a stucco di stile rococò